# Clark Ashton Smith
Clark Ashton Smith (Long Valley (Californië), 13 januari 1893 – Pacific Grove (Californië), 14 augustus 1961) was een Amerikaans fantasy, horror en sciencefictionschrijver. Ook schreef hij met vrij veel succes gedichten en was hij beeldhouwer.

## Biografie
Clark Ashton Smith woonde lange tijd bij zijn ouders en volgde alleen de basisschoolonderwijs. Hij leerde zichzelf de Franse en Spaanse taal. Zijn fotografisch geheugen stelde hem in staat veel informatie uit woordenboeken en encyclopedieën te onthouden. Vanaf zijn elfde jaar begon hij sprookjesachtige verhalen te schrijven. Later schreef Smith ook gedichten, waardoor hij de aandacht trok van schrijver H.P. Lovecraft, waarmee een vele jaren durende vriendschap en correspondentie begon. Hij verdiende weinig met zijn schrijven en was vaak genoodzaakt bijbaantjes te nemen om zichzelf en zijn ouders te onderhouden. Na de dood van zijn ouders trouwde hij in 1954 met Carol Jones Dorman.

## Werken
Tot 1925 maakte Smith vooral gedichten. De volgende tien jaar schreef hij diverse fantasy-verhalen, die zich onder andere afspeelden in Atlantis, op Mars, in Hyperborië en zijn bekendste werk: de Zothique-verhalen. Na 1935 verflauwde zijn belangstelling voor het schrijven en begon hij met beeldhouwen.

### Vertaalde verhalenbundels
- De kolos van Ylourgne (Bruna FeH, 1971)
- De gewelven van Yoh-Vombis (Bruna FeH, 1975)
- Zothique en andere verloren werelden (M=SF, 1983)

- Bibsys: 12064567
- Biblioteca Nacional de España: XX830606
- Bibliothèque nationale de France: cb11925015h (data)
- CiNii: DA03777422
- Gemeinsame Normdatei: 119404435
- International Standard Name Identifier: 0000 0001 1947 1097
- Library of Congress Control Number: n79041874
- Nationale Bibliotheek van Letland: 000298380
- MusicBrainz: 77c2514f-fd75-4f1b-bf53-8528f70aad00
- Bibliotheek van het Japanse parlement: 00456896
- Nationale Bibliotheek van Tsjechië: xx0128077
- Nationale bibliotheek van Australië: 50002884
- Nationale Bibliotheek van Polen: a0000001169612
- Nationale en Universitaire bibliotheek Zagreb: 000674083
- Nederlandse Thesaurus van Auteursnamen: 069631867
- Réseau des bibliothèques de Suisse occidentale: 02-A003838978
- Istituto Centrale per il Catalogo Unico: CFIV009967
- SNAC: w69p3tq0
- Système universitaire de documentation: 027141683
- Trove: 1507991
- Virtual International Authority File: 86145857791723020473
- WorldCat: E39PBJB8xtgXBK3G7h8FW7DDv3